# Salsa russa
La salsa russa (Russian dressing) è una salsa statunitense. La si prepara mescolando maionese, ketchup, ed altri ingredienti a piacere, fra cui rafano, peperoncino, erba cipollina, senape e spezie. Spesso la salsa viene usata per condire le insalate e i Reuben sandwich.

## Storia
Una Russian dressing viene menzionata su una testimonianza del 1900 citata sull'Oxford English Dictionary. Un libro sulla ristorazione uscito nel 1910 asserisce che la salsa è una valida alternativa alla vinaigrette per condire i pomodori e gli asparagi. Un tomo di cucina del 1913 descrive una vinaigrette con paprika e senape. Una ricetta a base di maionese che anticipa l'odierna salsa russa è documentata nel 1914. Il condimento veniva chiamato così dal momento che la ricetta originale includeva il caviale, un alimento di base della cucina russa.
Alcuni storici sostengono che la Russian dressing con la maionese fosse stata ideata negli anni dieci del Novecento a Nashua (New Hampshire) da un tale di nome James E. Colburn, che avrebbe dato alla salsa il nome di Mayonnaise salad dressing. 
Colburn cessò la sua redditizia attività nel 1924, dopo aver venduto il suo intingolo a rivenditori e alberghi.
Un articolo elogiativo del 1927 riporta:
Nel corso degli anni, la più dolce e meno piccante salsa Thousand Island andò sempre più a sostituire la salsa russa.

## Alimenti simili
La salsa russa ha diversi ingredienti in comune con la Thousand Island, la French dressing, e una variante di quest'ultima conosciuta come Catalina, come l'olio d'oliva, la salsa al pomodoro, e la paprika.
La salsa rosa britannica contiene maionese, ketchup e salsa Worcestershire.
In Germania esiste una salsa per insalate simile alla salsa russa conosciuta come American dressing.